# Marlène Zarader
Marlène Zarader (Argel, 29 de diciembre de 1949-Montpellier, 6 de junio de 2025) fue una filósofa francesa, y profesora en la universidad Paul Valéry de Montpellier.

## Biografía
Nacida en Argel, en 1961 fue con sus padres a París. Volvió a su lugar de nacimiento a los dieciocho años para trabajar como profesora. Tras un año comenzó a estudiar Filosofía, que enseñó primero en secundaria y luego en la universidad de Montpellier. En esta institución obtuvo un puesto en 1983. Es especialista en fenomenología y hermenéutica alemana. Sus investigaciones se centran en Hegel y en Heidegger. A este último le dedicó su tesis doctoral, que llevó el título Heidegger y las palabras del origen. También ha investigado sobre la obra de Sartre, Gadamer y, más recientemente, sobre literatura y cine. Además difunde también el pensamiento fenomenológico a través de sus publicaciones y conferencias.
Desde 2007 es miembro honorario del Instituto universitario de Francia. En 2018 fue elegida miembro de la Academia de las ciencias y las letras de Montpellier, aunque dimitió al año siguiente.
Zarader falleció el 6 de junio de 2025 en Montpellier.

## Publicaciones
- Heidegger et les paroles de l'origine (en francés). París: Vrin. 1986. ISBN 978-2711608997.
- La dette impensée. Heidegger et l'héritage hébraïque (en francés). París: Le Seuil. 1990.
- L'Être et le neutre. À partir de Maurice Blanchot (en francés). Lagrasse: Verdier. 2001. ISBN 978-2864323310.
- La patience de Némésis (en francés). Chatou: Les Éditions de la Transparence. 2009.
- Lire Être et temps de Heidegger (en francés). París: Vrin. 2012.
- Lequel suis-je? Variations sur l'identité (en francés). París: Les Belles Lettres. 2015.
- Lire Vérité et méthode de Gadamer (en francés). París: Vrin. 2016.
- Cet obscur objet du vouloir (en francés). Lagrasse: Verdier. 2019.